# Аллуи
Аллуи́ или Аллоньи (фр. Allouis) — коммуна во Франции, находится в регионе Центр. Департамент — Шер. Входит в состав кантона Меэн-сюр-Йевр. Округ коммуны — Вьерзон.
Код INSEE коммуны — 18005.
Коммуна расположена приблизительно в 190 км к югу от Парижа, в 90 км южнее Орлеана, в 16 км к северо-западу от Буржа.

## Население
Население коммуны на 2008 год составляло 927 человек.
| 1962 | 1968 | 1975 | 1982 | 1990 | 1999 | 2008 |
| ---- | ---- | ---- | ---- | ---- | ---- | ---- |
| 610  | 551  | 562  | 639  | 706  | 771  | 927  |

## Администрация
| Период | Период | Фамилия       | Партия | Примечания |
| ------ | ------ | ------------- | ------ | ---------- |
| 2001   | 2008   | Мишель Бьенбо |        |            |
| 2008   | 2014   | Ален Дешульер |        |            |

## Экономика
В 2007 году среди 597 человек в трудоспособном возрасте (15-64 лет) 457 были экономически активными, 140 — неактивными (показатель активности — 76,5 %, в 1999 году было 74,9 %). Из 457 активных работали 427 человек (223 мужчины и 204 женщины), безработных было 30 (14 мужчин и 16 женщин). Среди 140 неактивных 46 человек были учениками или студентами, 53 — пенсионерами, 41 были неактивными по другим причинам.

## Достопримечательности
- Церковь Сен-Жермен[фр.] (XII век). Исторический памятник с 1990 года[4]
  - Купель (IX век). Исторический памятник с 1908 года[5]
- Часовня Сен-Жан
- Замок Фонтен
- Мегалит «Пьер де Лю»
- Радиомачты Аллуи (1952 и 1977 годы), транслирующая передачи радио France Inter. Высота — 350 м, самое высокое сооружение во Франции.

## Фотогалерея

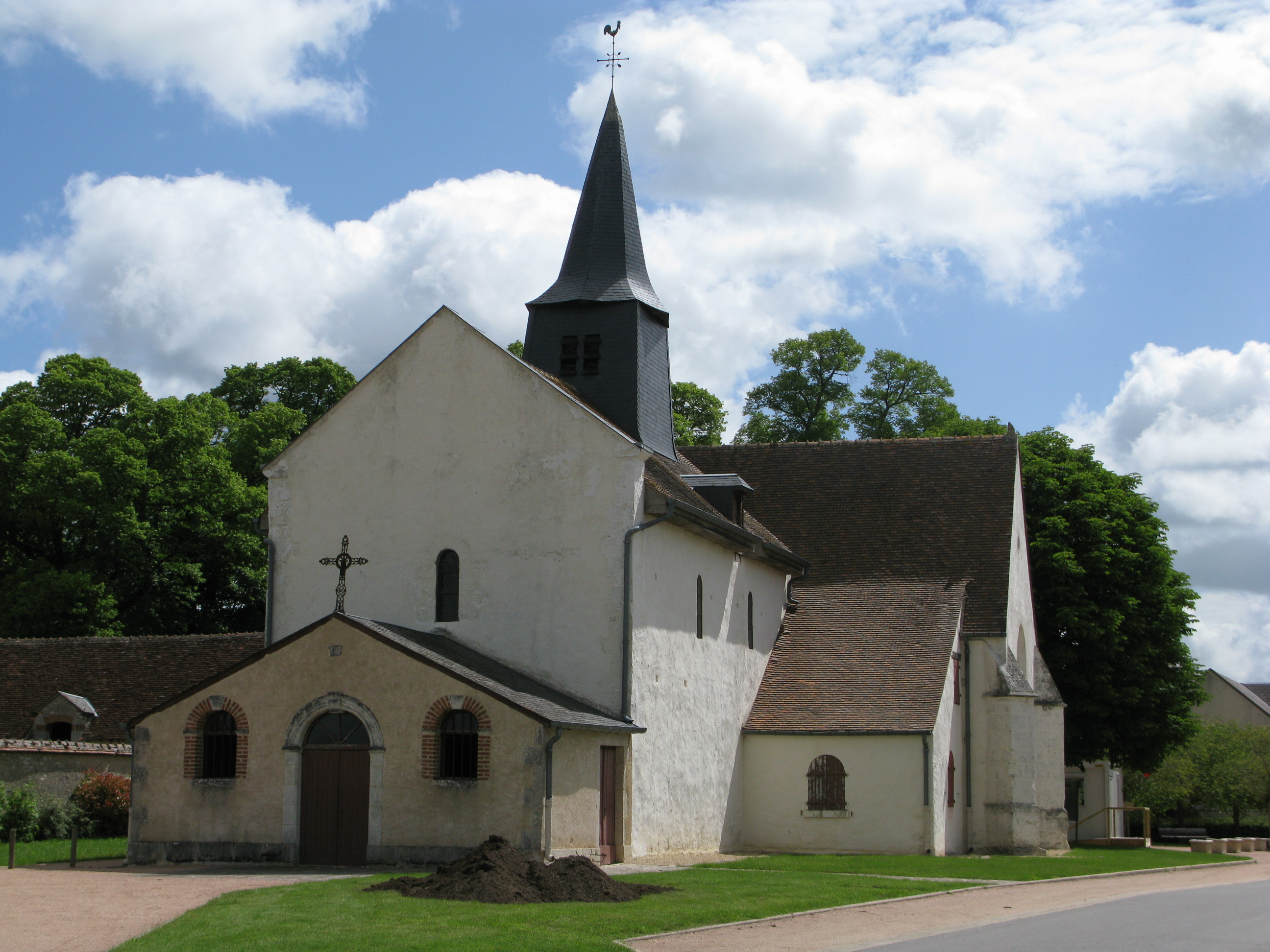
Церковь Сен-Жермен
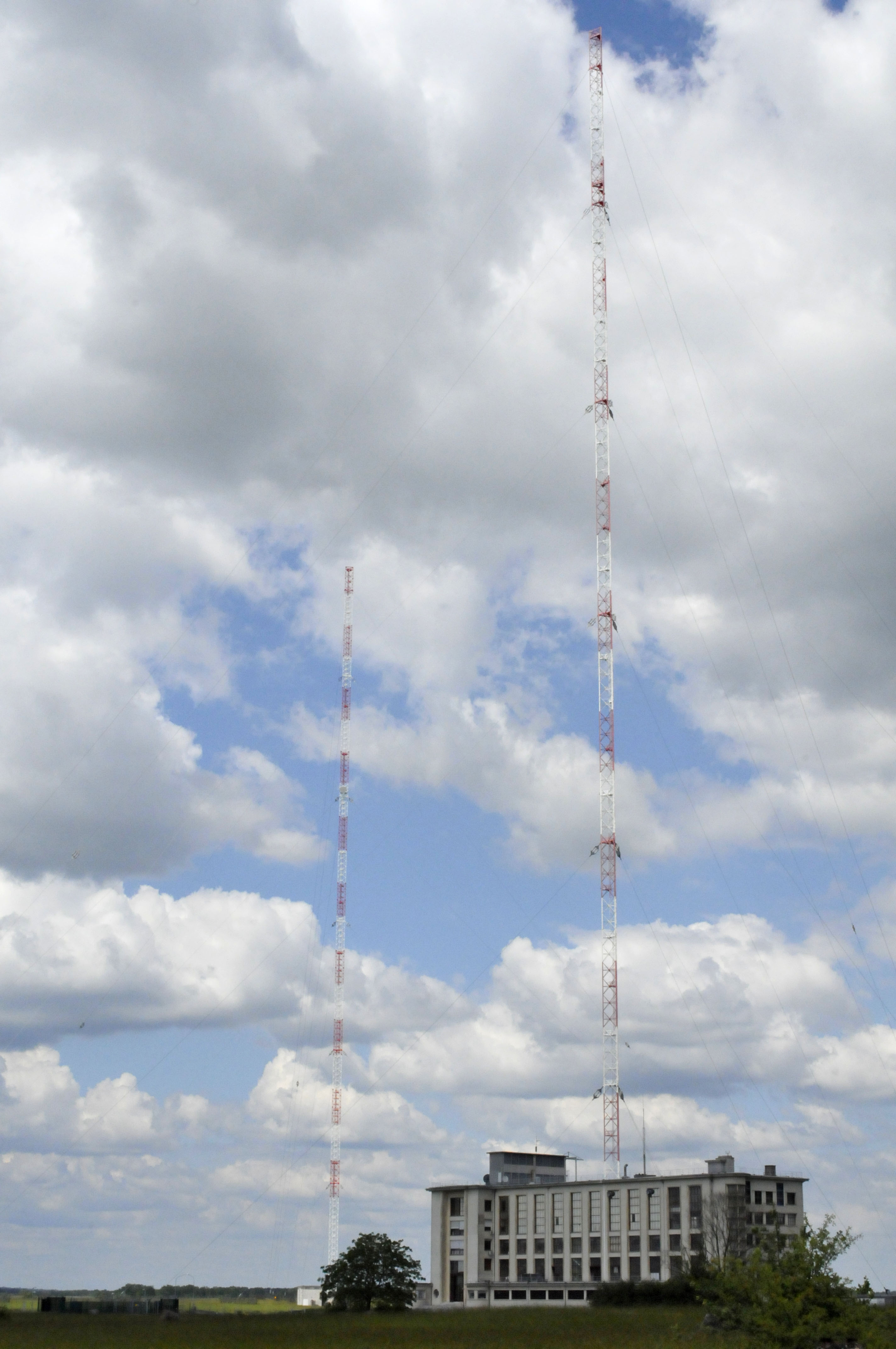
Радиомачты Аллуи
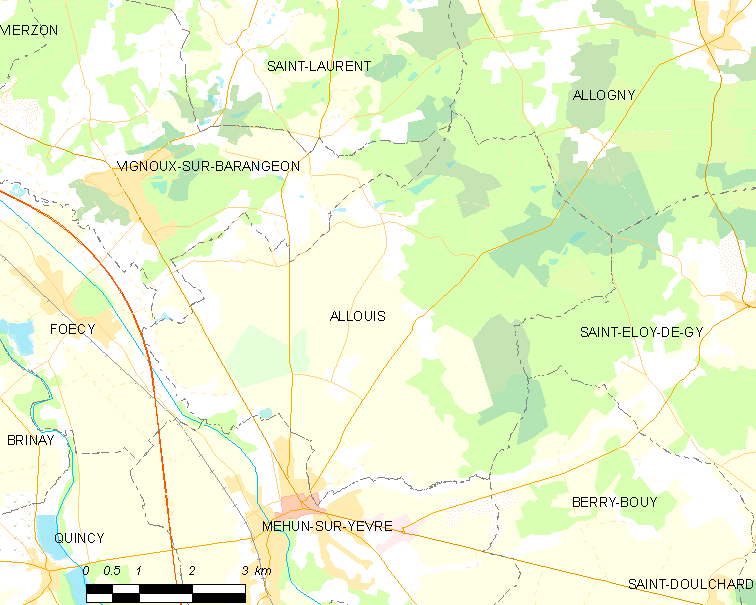
Карта коммуны